# فرانتس واکسمن
فرانتس واکسمن (به آلمانی: Franz Waxman) (زاده ۲۴ دسامبر ۱۹۰۶ – درگذشته ۲۴ فوریه ۱۹۶۰) آهنگساز آمریکایی-آلمانی بود.
وی با نام اصلی (به آلمانی: Franz Wachsmann) در خوژوف از والدینی یهودی به دنیا آمد.
او در سال ۱۹۴۷ میلادی «فستیوال موسیقی لس آنجلس» را بنیان نهاد.
از وی چندین اثر موسیقی کنسرتی نیز بر جای مانده است.

## جوایز
وی برنده ۲ جایزه اسکار و یک جایزه گلدن گلوب برای بهترین موسیقی فیلم بوده است.

## بخشی از فیلمشناسی
- مرد نامرئی (۱۹۳۳)
- عروس فرانکنشتاین (۱۹۳۵)
- دیشب را به‌خاطر داری؟ (۱۹۳۵)
- فلش گوردون (۱۹۳۶)
- خشم (۱۹۳۶)
- طلای ساتر (۱۹۳۶)
- ناخداهای دلیر (۱۹۳۷)
- یک روز در مسابقه (۱۹۳۷)
- پرواز آزمایشی (۱۹۳۸)
- سرود کریسمس (۱۹۳۸)
- ربه‌کا (۱۹۴۰) نامزد جایزه اسکار
- فلوریان (۱۹۴۰)
- داستان فیلادلفیا (۱۹۴۰)
- سوءظن (۱۹۴۱) (نامزد جایزه اسکار)
- دکتر جکیل و آقای هاید (۱۹۴۱) نامزد جایزه اسکار
- زن سال (۱۹۴۲)
- آقای اسکفینگتون (۱۹۴۴)
- تسخیرشده (۱۹۴۷)
- گذرگاه تاریک (۱۹۴۷)
- سان‌ست بلوار (۱۹۵۰) جایزه اسکار
- الهه‌های انتقام (۱۹۵۰)
- موقعیت مطلوب برای ترقی (۱۹۵۱)
- تور آبی (۱۹۵۱)
- تصمیم قبل از شفق (۱۹۵۱)
- مکانی در آفتاب (۱۹۵۱) (جایزه اسکار)
- برگرد، شبای کوچک (۱۹۵۲)
- بازداشتگاه شماره ۱۷ (۱۹۵۳)
- پنجره عقبی (۱۹۵۴)
- جام نقره (فیلم) (۱۹۵۴) (نامزد جایزه اسکار)
- آقای رابرتس (۱۹۵۵)
- پیتون پلیس (فیلم) (۱۹۵۷)
- بی‌صدا فرار کن، بی‌صدا دور شو (۱۹۵۸)
- داستان راهبه (۱۹۵۹) (نامزد جایزه اسکار)
- طلوع در کمپوبلو (۱۹۶۰)
- تاراس بولبا (۱۹۶۲) (نامزد جایزه اسکار)
- دود اسلحه (۱۹۶۶)